# Oracle VM
Ne doit pas être confondu avec Oracle VM VirtualBox.
Oracle VM est le serveur de virtualisation de l'entreprise Oracle. Oracle VM Server pour machines x86 inclut l'hyperviseur libre et open-source Xen, supporte Microsoft Windows, différentes distributions Linux (Ubuntu, Debian, Fedora, openSUSE) et intègre une console de gestion Web. Oracle VM met en œuvre la pile d'applications Oracle Applications testées et certifiées pour un environnement de virtualisation en entreprise.
Oracle VM est téléchargeable gratuitement au travers de Oracle Software Delivery Cloud. Oracle a annoncé la disponibilité de la version 3.4.4 le 25 août 2017.

## Composants
- Oracle VM Manager : console de gestion basée sur des technologies web pour gérer les serveurs Oracle VM.
- Oracle VM Server : inclut une version de l'hyperviseur Xen, ainsi que l'agent de communication vers Oracle VM Manager pour la gestion des machines virtuelles. Il inclut aussi une version allégée du noyau Linux appelée Dom0.

## Versions
- Version stable actuelle : OVM 3.4.
- Oracle VM 3.3 apporte un grand nombre d'améliorations internes, et a été délivrée le 2 juillet 2014[5].

## Limites de ressources
Limites pour la version 3.1 :
- 240 CPU au total ;
- 6 To de RAM par serveur ;
- 100 VM par serveur ;
- CPU virtuels par VM : 256 (PVM) / 128 VM (HVM, PVHVM) par serveur ;
- 64 Go de RAM par VM.